# Ceropegia kituloensis
Ceropegia kituloensis là một loài thực vật có hoa trong họ La bố ma. Loài này được Masinde & F.Albers mô tả khoa học đầu tiên năm 2000.